# Mouchakaka
 (juillet 2010).
Si vous disposez d'ouvrages ou d'articles de référence ou si vous connaissez des sites web de qualité traitant du thème abordé ici, merci de compléter l'article en donnant les références utiles à sa vérifiabilité et en les liant à la section « Notes et références ».
Mouchakaka est une série de bande dessinée créée par le dessinateur et scénariste français Bebb en 2009.

## Sujet
Cette bande dessine raconte la vie des mouches à merde de manière humoristique avec des gags allant du strip à la double page.

## Albums
- Tome 1, scénario et dessins de Bebb, couleurs d'Élodie Jacquemoire, Soleil Productions coll. « Nomad », 2009
- Tome 2, scénario et dessins de Bebb, couleurs d'Élodie Jacquemoire, Soleil Productions coll. « Nomad », 2010

## Sources
- sceneario
- var-matin
- planetebd